# جوک سورلی
جوک سورلی (انگلیسی: Jock Sorley؛ زادهٔ 1870) بازیکن فوتبال بود.
از باشگاه‌هایی که در آن بازی کرده است می‌توان به باشگاه فوتبال بلکبرن روورز اشاره کرد.